# Высокореактивная технология печати
Высокореактивная технология печати — разновидность офсетной печати высокореактивными красками на листовых полиграфических машинах с ультрафиолетовым отверждением.
Разработана с целью устранения недостатков УФ-технологии печати.
В 2008 году компания Ryobi представила технологию LED-UV, в которой вместо ламп, просушивающих отпечатанный полиграфический оттиск, использовались светодиоды. Их спектр излучения был сужен по сравнению с лампами. Благодаря отсутствию самой «агрессивной» части излучаемого спектра была решена проблема с выделением озона, вредного для персонала. А так как диоды меньше излучали в ИК-диапазоне, уменьшилось энергопотребление и нагрев запечатываемого материала. Правда, для работы с новой сушкой потребовалось создать и новые краски, приспособленные к более узкому спектру излучения. Но конкуренты не дремали, и пошли своим путём.
Komori, поэкспериментировав со светодиодами, в 2009 г. представила на внутреннем японском рынке принципиально иную технологию H-UV, которая позиционируется в качестве альтернативы как традиционной УФ-сушке, так и светодиодным системам. В результате было предложено уникальное решение, сочетающее достоинства традиционной и светодиодной УФ-технологий и лишённое большинства их недостатков.
Мировой дебют H-UV состоялся в 2010 г. на выставке Ipex, когда в Японии уже работало полсотни таких машин.
Вслед за этим подобная технология Low Energy UV (LE UV) появилась у Heidelberg, а KBA своё решение назвали High Reactive UV (HR-UV). Все они, как и LED-технология, нуждаются в спецкрасках, но внешне гораздо ближе к старой технологии, поскольку источником излучения по-прежнему является лампа. Но не обычная, а с добавлением железа, и спектр её излучения уже акцентирован в области 385—395 нм, но не настолько, насколько у LED-системы.
Поскольку в этих лампах резко снижена доля излучения с длиной волны менее 250 нм, они практически не выделяют озона, поэтому машины не нуждаются в вытяжке для его удаления.
В остальном работа на них похожа на печать с традиционной УФ-технологией. В частности, высокореактивные краски требуют агрессивных смывок, а тиражестойкость форм при работе с ними понижается.
Валики для печати на машинах с системами LED-UV, LE UV и HR-UV используются те же, что и для обычных УФ-красок, либо универсальные (для УФ- и обычных красок).
Но присущие УФ-технологии достоинства — немедленная готовность оттисков к послепечатной обработке, отсутствие противоотмарывающего порошка и связанных с ним проблем — с лихвой компенсируют эти особенности.
| | УФ-печать | Печать высокореактивными УФ-красками | Печать высокореактивными УФ-красками | Печать высокореактивными УФ-красками | Печать высокореактивными УФ-красками | Печать высокореактивными УФ-красками |
| --- | --- | --- | --- | ------------------------------------ | --- | --- |
| Ведущие производители печатных машин | | Heidelberg | KBA | Komori                               | Manroland sheetfed | Ryobi MHI Graphic Technology (RGMT) |
| Название технологии сушки у производителей | | LE-UV (Low Energy UV) | HR-UV (High Reactive UV) | H-UV                                 | LEC-UV | LED-UV |
| Торговая марка сушки | | DryStar LE (Low Energy) | VariDry |                                      | | AMS Spectral UV — A Baldwin Technology Co. |
| Лампы, используемые в сушках | Ртутные лампы (излучение 200 -б00нм). При излучении с длиной волны 254нм выделяется озон, а выше 400 нм — тепло. | Ртутные лампы, легированные железом. Излучение в диапазоне 260-450нм (зона UV-А и зона UV-В) | |                                      | Ртутные лампы, легированные железом. Диапазон излучения 260-600нм. | Светодиоды (LED). Диапазон УФ-волн в зоне UV-А с одним или несколькими (WIDE SPECTRUM) пиками в зонах 340, 345, 365, 385, 395, 405нм. |
| Преимущества лампы | | Спектр UV-С (до 260 нм) блокируется, поэтому практически не выделяется озон. Блокируется излучение от 450 нм, в итоге температура в стопе на выходе из сушки всего лишь на 5 °C больше температуры в стопе на входе в печатную машину. Мощность излучения ламп выше, чем у ртутных ламп. Это позволяет экономить энергию (нужна 1 лампа вместо 3 — 4 ртутных УФ-ламп) | |                                      | Нет выделения озона. Большая мощность излучения по сравнению с традиционными лампами. Отсутствие нагрева запечатываемого материала. | Система не выделяет озон. Разница температура в стопе на входе и выходе из машины в пределах погрешности измерений. Мгновенное закрепление краски. Закрепляет H-UV краски и лаки. Серия WIDE SPECTRUM закрепляет стандартные UV-краски. Без порошка, без отмара, без запаха. Глянцевые, насыщенные цвета на всех бумагах. Исчерпывающее качество на всех скоростях. Офсет-по-требованию. Нет нужды в защитном лаке. Выборочное, глянцевое, матовое и Tween-лакирование. Простая печать на дорогих материалах. Быстрейший путь мгновенно повысить возможности печати. |
| Недостатки лампы | Температура в стопе печатной продукции на выходе из сушки может достигать 50 °C. | | |                                      | | Появляются большие первоначальные затраты при покупке печатной машины, так как стоимость LED-ламп в сушке значительно выше, чем у ламп LE-UV. |
| Уникальные преимущества технологии в целом | Быстрое закрепление и высокая химическая и механическая стойкость красочного и лакового слоев, возможность печатать на любых материалах, в том числе и невпитывающих. Не используется противоотмарывающий порошок.                                                  | Экологичная и экономичная альтернатива классической УФ-печати. Отсутствие резкого запаха (минимизировано выделяется озон), характерного для классической уф-печати. Отсутствие нагрева печатной продукции при сохранении всех преимуществ классической УФ-печати. Отсутствие противоотмарочного порошка (1-2 % для улучшения отделения листов в послепечатной обработке). Пониженный расход электричества. Тираж не пахнет маслом, изностостойкость удивительная, не нужны праймеры и ламинация. Высокий контраст и насыщенность цветов на натуральных бумагах. Сохранение тактильных ощущений от текстуры натуральных бумаг. Высокая стабильность оптических плотностей на всем тираже. Высокая стойкость красочного слоя без применения защитного лака. Высокий уровень глянца. Высокое качество послепечатной обработки (резки и фальцовки). Высокая скорость изготовления. | Каждый модуль может использоваться как промежуточная сушка, заключительная сушка, а также в сушильной башне. Универсальность сушильных модулей стала основой для использования ламп с различным легированием (могут использоваться, как обычные ртутные лампы, так и лампы, легированные железом, галлием, а также безозоновые лампы). |                                      | Большая экономия инвестиций по сравнению с традиционным УФ процессом. Для четырёхкрасочной машины при акцидентной печати достаточно всего одной сушки(кассета с лампой). Для восьмикрасочной машины, как правило, две. После процесса печати получается сразу сухой оттиск., готовый к послепечатной обработке. Большая экономия времени при получения готового продукта. Полная универсальность установки сушек — кассеты с лампами могут быть установлены после каждой печатной секции или на приемке. | Самое низкое энергопотребление среди UV-систем. Отсутствие ртути в источниках излучения. 30000 часов работы диодов до замены. В структуре излучателя отсутствуют изнашивающиеся элементы: лампы, зеркала, створки и т. п. Нет необходимости в разогреве, поддержании в standby, остывании излучателя. Включение только для полезной работы. Сохранение всех преимуществ любых UV-систем, присутствующих на рынке. Возможность установки излучателя в любую позицию на машине.                                                                                        |
| Недостатки технологии в целом | Оттиск, сделанный УФ-красками, гораздо менее глянцевый, чем напечатанный обычными. Во время печати выделяется озон, вредный для персонала и для печатных машин (активизирует коррозийные процессы). Большое потребление электроэнергии и повышенное тепловыделение. | | |                                      | | Требует соблюдения технологических режимов |
| Используемые краски: | | | |                                      | | |
| эпоксиакрилаты (epoxyacrylates) — самые дешёвые из современных олигомеров, поэтому используются в составе УФ-лаков и красок чаще всего                                                          | | Saphira Ink Low Energy UV 100. Saphira Ink Low Energy UV 400 | |                                      | Любой производитель УФ красок | |
| полизфиракрилаты (poLyetheracryLates) — более дорогие, но менее вязкие и более эластичные пленкообразующие олигомеры                                                                            | | | |                                      | | |
| олигоуретанакрилаты (oLigourethaneacryLates) — самые дорогие олигомеры, позволяющие получать высококачественные и эластичные красочные плёнки с очень хорошей адгезией и стойкостью к истиранию | | | |                                      | | |